# リトル・グリーン・マン

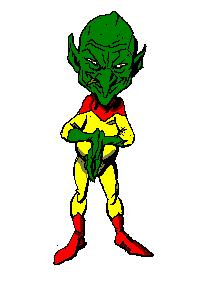
『火星人ゴーホーム』の挿絵に描かれたリトル・グリーン・メン

リトル・グリーン・マン（英語: little green man、小さな緑色の人間）または複数形のリトル・グリーン・メン（英語: little green men）は、緑色の肌で、場合によっては頭にアンテナが付いている、小さな人型の宇宙人のステレオタイプの描写である。この用語は、飛行機や機械装置に悪戯をする妖精のグレムリンについて使われることもある。今日の宇宙人のステレオタイプは、グレイと呼ばれる肌が緑色ではなく灰色の姿で描かれることが多い。
1950年代の空飛ぶ円盤に関する報告により、「リトル・グリーン・メン」という言葉が、宇宙人を呼称する一般的な用語になった。1955年のケリー・ホプキンスビル事件では、ケンタッキー州の2人の男性が、身長が4フィート（1メートル）以下で、光沢のある銀色の人型の宇宙人との遭遇を語った。しかし、多くの新聞記事では、目撃者の証言からかけ離れて「リトル・グリーン・メン」という言葉を使用していた。

## 宇宙人に対する用法

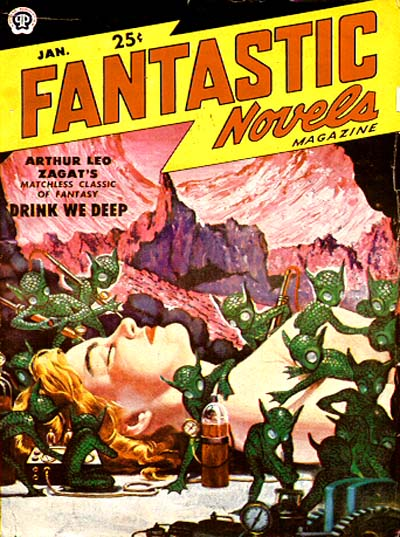
アーサー・レオ・ザガットの小説Drink We Deepでは、宇宙人がリトル・グリーン・マンとして描かれている。（『ファンタスティック・ノベルズ』1951年1月号の表紙）

この言葉の使用例は、1955年の事件以前からある。例えば、イングランドでは、little green men（またはchildren）という言葉は、12世紀のウールピットの緑の子供にまで遡る。しかし、この言葉を宇宙人に対して最初に使用したのがいつなのかについては、断定が困難であった。民間伝承の研究者Chris Aubeckは、過去の新聞記事を電子検索し、20世紀頃から緑色の宇宙人を指す数多くの例を見つけ出した。Aubeckは、1899年の『アトランタ・コンスティテューション』から、Green Boy From Hurrah（フレーから来た緑の少年）という小さい緑色の肌の宇宙人についての記事を見つけた。ここでHurrahとは別の惑星、おそらくは火星のことである。エドガー・ライス・バローズは、1912年の彼の最初のSF小説『火星のプリンセス』で"green men of Mars"（火星の緑色の男性）と"green Martian women"（緑色の火星の女性）に言及している。しかし、その身長は10から12フィートであり、とても「リトル」とは言えない。"little green man"というフレーズを宇宙人について最初に使った例は、AubeckがDaily Kennebec Journal（メーン州オーガスタ）の1908年の記事から発見した。この例でもやはり火星人である。1910年（または1915年）には、イタリア南東部のプッリャ州に墜落した宇宙船から"little green man"が捕獲されたとされていた。
緑色の宇宙人は、すぐに一般的な地球外生命体の描写となった。1920年代から1950年代にかけてのSFパルプ・マガジンの表紙には、バック・ロジャーズやフラッシュ・ゴードンが緑色の宇宙人と戦っている絵がよく使われた。地球外生命体の宇宙船とリトル・グリーン・マンを具体的にリンクさせた最初の文書の例は、1938年10月31日のオーソン・ウェルズの有名な『宇宙戦争』のラジオ放送について、その後に起こったパニックを風刺する新聞記事である。コーパスクリスティ・コーラー・タイムスの記者、ビル・バーナードによるコラムは、「水星からの13人の小さな緑色の男たちが、昨日の午後遅く、コーパスクリスティの親善訪問のためにクリフ・マース・フィールド空港で宇宙船から降りた。」という書き出しで始まり、「そして13人の小さな緑色の男たちが宇宙船に乗って飛んでいった。」という文章で終わる。この用語が特に説明もなしに使われていることは、これが宇宙船内の地球外生命体に適用された最初の例ではないことを示唆している。
1946年にハロルド・シャーマンは、"The Green Man: A Visitor From Space"（グリーンマン：宇宙からの訪問者）というタイトルのパルプSF小説を出版した。表紙のイラストは、緑色の肌ではあるが、見た目と体型は普通の人間のものだった。1947年6月24日のケネス・アーノルド事件、同年7月のロズウェル事件により、米国内では「空飛ぶ円盤」に対する関心が高まった。ユーモア作家のハル・ボイルによる全米に配信されたコラムでは、1947年7月初めに空飛ぶ円盤に乗っていた火星から来た緑色の男について言及している。しかし、ボイルは緑色の火星人を「小さく」とは描写しなかった。
1951年、マック・レイノルズが"The Case of the Little Green Men"（リトル・グリーン・マンの事件）というSF小説を刊行した。この本は、人類の中に紛れて住む宇宙人を調査するために雇われた私立探偵を題材としている。作中の探偵は空飛ぶ円盤の宇宙人のことを、嘲るように親しみを込めて"little green men"と呼んでいる。表紙のイラストでは、古典的なアンテナが頭から突き出ているリトル・グリーン・マンが描かれている。マック・レイノルズは、1968年に最初の『スタートレック』の小説（Mission to Horatius）を書くことになる。
1950年の初頭、「空飛ぶ円盤が墜落して、乗っていた小さな人間が回収された」という話が新聞で物語に載り始めた。その大部分は虚偽だと考えられていたが、宇宙人についての話の一部は、雑誌『バラエティ』のコラムニストであるフランク・スカリーによる1950年の本Behind the Flying Saucers（空飛ぶ円盤の背後）に掲載され、この本は人気となった。
1950年6月、カンザス州ウィチタの新聞にて、空飛ぶ円盤を目撃したという人は、「髭をはやした小さな緑色の男は絶対に見ていない」と述べた。
同様に、電子検索では、ニューヨーク・タイムズやワシントン・ポストで少なくとも1951年まで（ワシントン・ポストでは、ミステリー・SF小説の書評が"Little Green Man"と呼ばれていた）、ロサンゼルス・タイムズ、シカゴ・トリビューンでは1952年まで（シカゴ・トリビューンでは、「ピンク色の水玉模様のリトル・グリーン・マン」を使って空飛ぶ円盤の目撃談を嘲笑している）、SFや空飛ぶ円盤について言及するときに「リトル・グリーン・マン」という言葉が使用されていたことが示されている。ニューヨーク・タイムズでこの言葉が使われた次の例は、1955年の『火星人ゴーホーム』というSF風刺小説の書評である。そこでは、火星人が、「予言されていた通りの」見た目の不快な「リトル・グリーン・マン」として描かれている。
その後の例では、1957年11月に全国的に公開されたUFOの目撃情報に続いて、ワシントン・ポストのコラムニストFrederick Othmanが次のように書いている。「新しい空飛ぶ円盤の流行。この国の全てが再び空飛ぶ円盤だらけだ。……これまでのところ、天体の乗り物からリトル・グリーン・マンは現れてはいないが、数日中に現れたとしても私は驚かないだろう。……」

## 起源とその他の用法
この言葉は他の文脈ではもっと早く現れる。映画ゴシップのコラムニスト、ヘッダ・ホッパーは、1939年に映画『オズの魔法使』の子役たちに対してこの言葉を使用し、セットの中で酒を飲むなと諌められた。1942年のロサンゼルス・タイムズでは、海兵隊のジャングル戦闘の訓練の写真の説明でこの言葉が使用されている。この例では、「リトル・グリーン・マン」は迷彩を施した日本人兵士を指していた。同様に、1942年のワシントン・ポスト紙では、戦争特派員を殺しかけた、迷彩を施した日本の狙撃兵に対して「リトル・グリーン・マン」という言葉を使っている。
宇宙人に対して使われる以前には、古くからの伝説・民間伝承や、近年のおとぎ話・子供向けの本で、ゴブリンなどの様々な超自然の存在を表すために「リトル・グリーン・マン」という言葉がよく使われていた。Aubeckは、19世紀と20世紀初頭の文学における、そのようないくつかの例を指摘した。例として、ラドヤード・キップリングの1906年の作品『プークが丘の妖精パック』(Puck of Pook's Hill)に「リトル・グリーン・マン」という言葉が登場する。
他の例として、ニューヨーク・タイムズとシカゴ・トリビューンでは、1902年のThe Gift of the Magic Staffというタイトルの児童書の書評で「リトル・グリーン・マン」という言葉が使用されている。「リトル・グリーン・マン」は超自然的な存在で、少年の友人であり、彼が雲の世界の妖精を訪ねるのを手助けする。ニューヨーク・タイムズで次に使用されるのは1950年で、詩人・小説家ロバート・ネイサンによる1927年の小説The Woodcutter's Houseのウォルト・ディズニー・コーポレーションによる映画化の予定についての記事で使用されている。映画内で唯一のアニメーションによるキャラクターはネーサンの「リトル・グリーン・マン」であり、森の動物の仲間である。ただし、この映画は制作されなかった。
1923年、シカゴ・トリビューンやワシントン・ポストなどの新聞に掲載されたElizabeth York Millerの連続小説When Hearts Commandには元精神病患者が登場し、その人はまだ「リトル・グリーン・マン」を見ており、同輩の患者が「火星の住人と会話していた」と話している。
想像上の小さな緑色の存在の他の例は、1936年の新聞の、医師とその診察を皮肉ったコラムに見ることができる。そこでは、彼らは中年期に衰退し、「大きな耳を持つ小さな緑の男」の幻覚を起こし始めているとしている。コラムニスト、シドニー・J・ハリスは1948年に、子供の想像上の友人（イマジナリーフレンド）を指すのに「リトル・グリーン・マン」という言葉を使用し、子供にブギーマンの話をして怖がらせる古い伝統を強く非難した。
これらの例は、「リトル・グリーン・マン」という言葉が、空飛ぶ円盤の時代よりずっと前から様々な超自然的な、架空の、または神話的な存在を表すのに使用されており、英語の日常語に深く浸透していたことを示している。また、『オズの魔法使』の俳優や迷彩を施した日本人兵士への言及など、想像上のものから実在のものに容易に拡張されているようである。同様に、Aubeckらは、1947年に空飛ぶ円盤が登場すると、自然に即座に現代の用法へと遷移したと考えている。1950年代初めまでに、この用語は空飛ぶ円盤の搭乗者への言及としてすでに一般的に使用されていたことからも明らかである。1954年までに、リトル・グリーン・マンのイメージは、国民の集団意識に刻まれた。
さらに電子検索によれば、この用語は1960年代にはますます一般的になり、常に嘲笑的またはユーモラスな方法で使用されていた。1960年のシカゴ・トリビューンでは、宇宙人の外見と性交に関するハーバード大学の人類学者の推測についての記事を1面に掲載した。この記事の書き出しは、「宇宙に本当に『リトル・グリーン・マン』がいる場合、おそらくリトル・グリーン・ウーマンと性交するだろう」という文章から始まる。そこには漫画が添付されていて、2人の愛し合っているケンタウロスのような容姿の男性と女性の宇宙人が描かれており、彼らの頭からはアンテナが突き出ている。この記事は、「リトル・グリーン・マンの命名は、アメリカ国立電波天文台（ウェストバージニア州グリーンバンク）のオットー・シュトルーベ台長による。おそらく地球外から来た人たちが『自分たちの間で』そう呼び合っていたと、彼は言った。」という謎めいた一文で終わっている。
この言葉はウォール・ストリート・ジャーナルの解説にも登場する。同紙で最初に使われたのは、1960年、NASAの委託を受けたブルッキングス報告書の記事である。この報告書は、地球外生命の発見による社会への影響を研究したものである。同紙は、報告書が「揺れるアンテナを持ったリトル・グリーン・マン」が敵対的であると仮定して、過度に悲観的になっているとコメントしている。同紙で他に使われた例は、計画されていたUFOに関する議会の調査について述べた1968年の社説の中である。筆者は、議員らがいかにして「リトル・グリーン・マン」に対し召喚状を発するつもりなのかと皮肉っている。1969年、同紙は、空軍から委託されたコンドン委員会のUFO調査がお金の無駄であるとコメントした。社説では、たとえ彼らが「UFOにリトル・グリーン・マンがいる」ことを証明したとしても、私たちはそれについて何をすべきであるか?と述べている。
1965年、テレビアニメ『原始家族フリントストーン』にリトル・グリーン・マンが繰り返し登場した。第145話から登場したグレート・ガズーは、背が低く、体が緑色で、ヘルメットにアンテナがついており、典型的なリトル・グリーン・マンの表現となっている。しかし、1960年代には、人々が想像する典型的な宇宙人の姿は変わっていた。宇宙人による誘拐の話では、彼らは身長は小さいが、体は緑色ではなく灰色（グレイ）となっている。アーサー・C・クラークの『2001年宇宙の旅』（1968年）では、宇宙人の姿は目に見えない。

## 現代の用法

### 宇宙人

Graphic depiction of a green alien.

現代では、小さな緑色の宇宙人像と「リトル・グリーン・マン」という用語は、まじめなSF関係者の間では使われなくなっており、SFについての十分な知識を持たない人によって、または「宇宙人が存在する」という概念を嘲笑するために使用される。ただし、スター・ウォーズシリーズのヨーダなどの一部の例外は除く。
その代わりに、小さな緑色の宇宙人像は、主に子供向けのメディアの世界に移行したように見える（例えば、1995年の映画『トイ・ストーリー』とその続編に登場する「リトル・グリーン・メン」など）。
『ポケットモンスター』に登場するポケモンの一種「リグレー」（英語名"Elgyem"）は、デザイン、特性、および英語名がリトル・グリーン・マン（LGM=エルジーエム）に基づいている。
宇宙開発シミュレーションゲーム『Kerbal Space Program』では 、ゲーム内に登場する唯一の種である「カーバル」は、体に比べて大きな頭を持つ小さな緑色の人型の生物である。

### 「未確認防衛物体」
ウクライナ東部紛争の際、ロシア軍の武器や装備品を装備し徽章を付けていない覆面兵士が作戦に参加した。彼らはメディアによって「火星人(martians)」または「リトル・グリーンメン」と呼ばれた。

## 天文学
1967年、イギリス・ケンブリッジ大学のジョスリン・ベル・バーネルとアントニー・ヒューイッシュが、史上初めて発見されたパルサーに、リトル・グリーン・マンにちなんで"LGM-1"と名付けた。それは、その天体から発せられる信号の規則的な振動が、知的生命体によるものだと考えたためである。その天体は後に"CP 1919"に改称され、現在はPSR B1919+21と呼ばれている。